# Meer (Luciano-Lied)
Meer ist ein Lied des deutschen Rappers Luciano, das im Oktober 2018 erschien.

## Entstehung und Veröffentlichung
Das Lied wurde vom Interpreten Patrick Großmann (Luciano) selbst, zusammen mit den Koautoren Jonas Lang, Joachim Piehl und Martin Willumeit, geschrieben. Willumeit zeichnete zudem auch, zusammen mit Paul Spurny als die Jugglerz, für die Produktion verantwortlich.
Die Erstveröffentlichung von Meer erfolgte als Single am 26. Oktober 2018 bei Locosquad. Diese erschien als digitaler Einzeltrack zum Download und Streaming. Am 23. November 2018 erschien das Lied als Teil von Lucianos zweiten Studioalbum L.O.C.O. (Katalognummer: 06025 7701761 2), dessen vierte Singleauskopplung es ist.

## Inhalt
Der Text beschreibt ein Leben in Luxus und Freiheit, symbolisiert durch Reisen ans Meer sowie den Erfolg und die Überwindung von Hindernissen.

## Musikvideo
Das Musikvideo zu Meer entstand unter der Regie von Felix Aaron und wurde am 27. Oktober 2018 auf der Videoplattform YouTube veröffentlicht. Es zeigt Luciano in luxuriösen Settings, unter anderem an Küstenorten.

## Kommerzieller Erfolg

### Chartplatzierungen
| ChartsChartplatzierungen | Höchstplatzierung | Wochen |
| ------------------------ | ----------------- | ------ |
| Deutschland (GfK)        | 3 (18 Wo.)        | 18     |
| Österreich (Ö3)          | 8 (13 Wo.)        | 13     |
| Schweiz (IFPI)           | 8 (9 Wo.)         | 9      |

### Auszeichnungen für Musikverkäufe
| Land/Region        | Auszeichnungen für Musikverkäufe (Land/Region, Auszeichnung, Verkäufe) | Verkäufe |
| ------------------ | ---------------------------------------------------------------------- | -------- |
| Deutschland (BVMI) | Platin                                                                 | 400.000  |
| Insgesamt          | 1× Platin ·                                                            | 400.000  |